# Politické klima
Politické klima je souhrnné označení pro náladu společnosti a její názory ve vztahu k politice v daném čase. Typicky je tento termín užíván za situace, kdy je politické klima špatné nebo dochází k jeho významné proměně.
Termín politické klima může označovat jak samotné chování a vystupování politiků, tak reakci veřejnosti a občanské společnosti na něj. Pojem je často zaměňován s pojmem veřejné mínění, který je sice podobný, ale nikoliv synonymní. Ke zjištění toho, jaké v zemi panuje politické klima, mohou být nicméně průzkumy veřejného mínění použity. Poprvé byl pojem použit již v dobách Starověkého Řecka.